# Organdyna

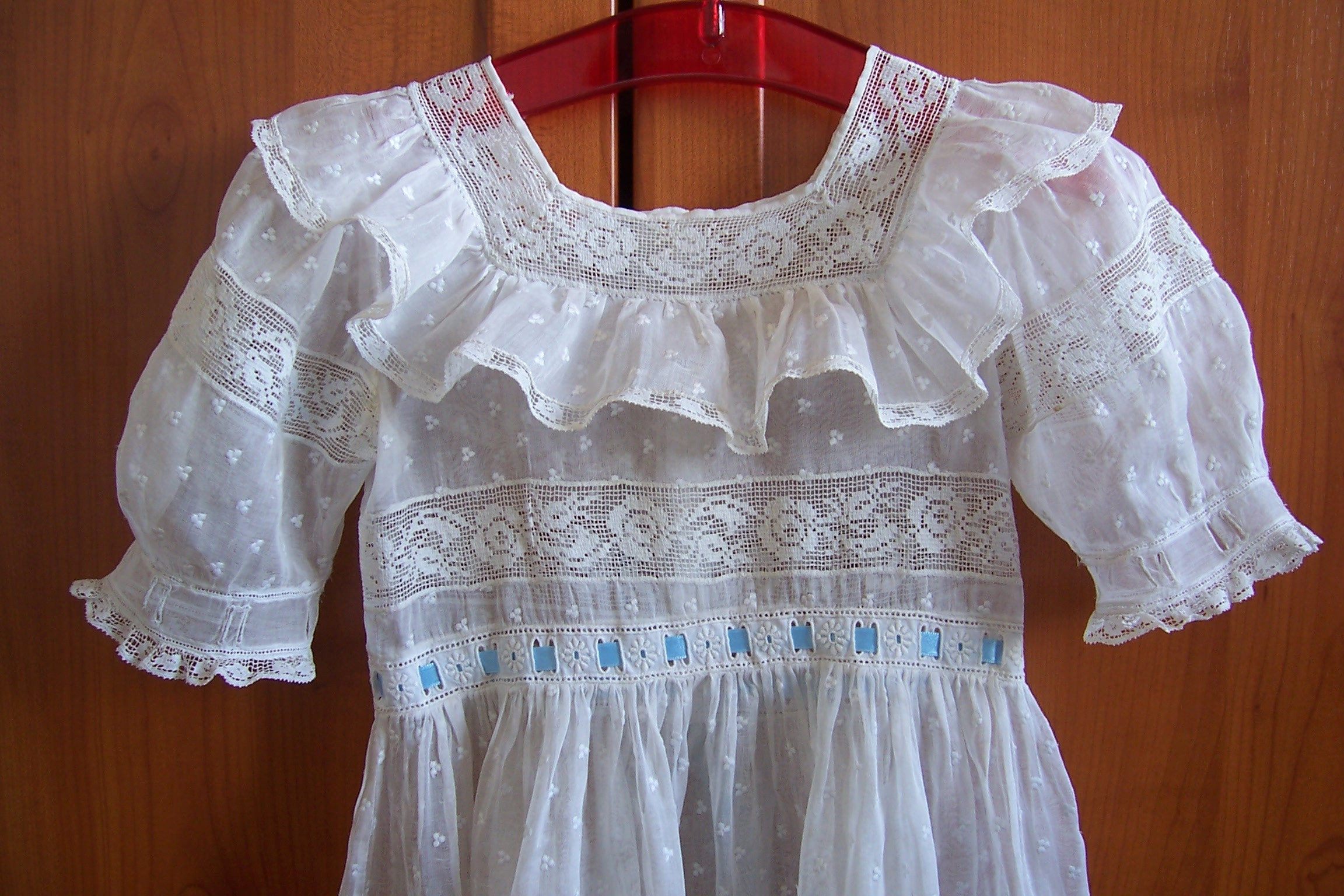
Organdynowa sukienka dziewczęca (lata 40. XX wieku)

Organdyna, organtyna (z fr. organdi za pośrednictwem niem. Organdin) – rodzaj rzadkiej, lekkiej i cienkiej, ale sztywnej tkaniny bawełnianej, niekiedy przewiewnej lub wręcz przezroczystej, określanej również jako odmiana połyskliwego batystu.
Wykonywana w splocie płóciennym z lekko skręconych przędz, przy bardzo oszczędnym ich nabieraniu, czasem z wplecionymi pojedynczymi, grubszymi nićmi.
Biała lub kolorowa, zwykle utrzymana w pastelowych odcieniach, organdyna może być wzorzysta, np. w paski czy kratkę, a często też drukowana. 

## Wykończenie

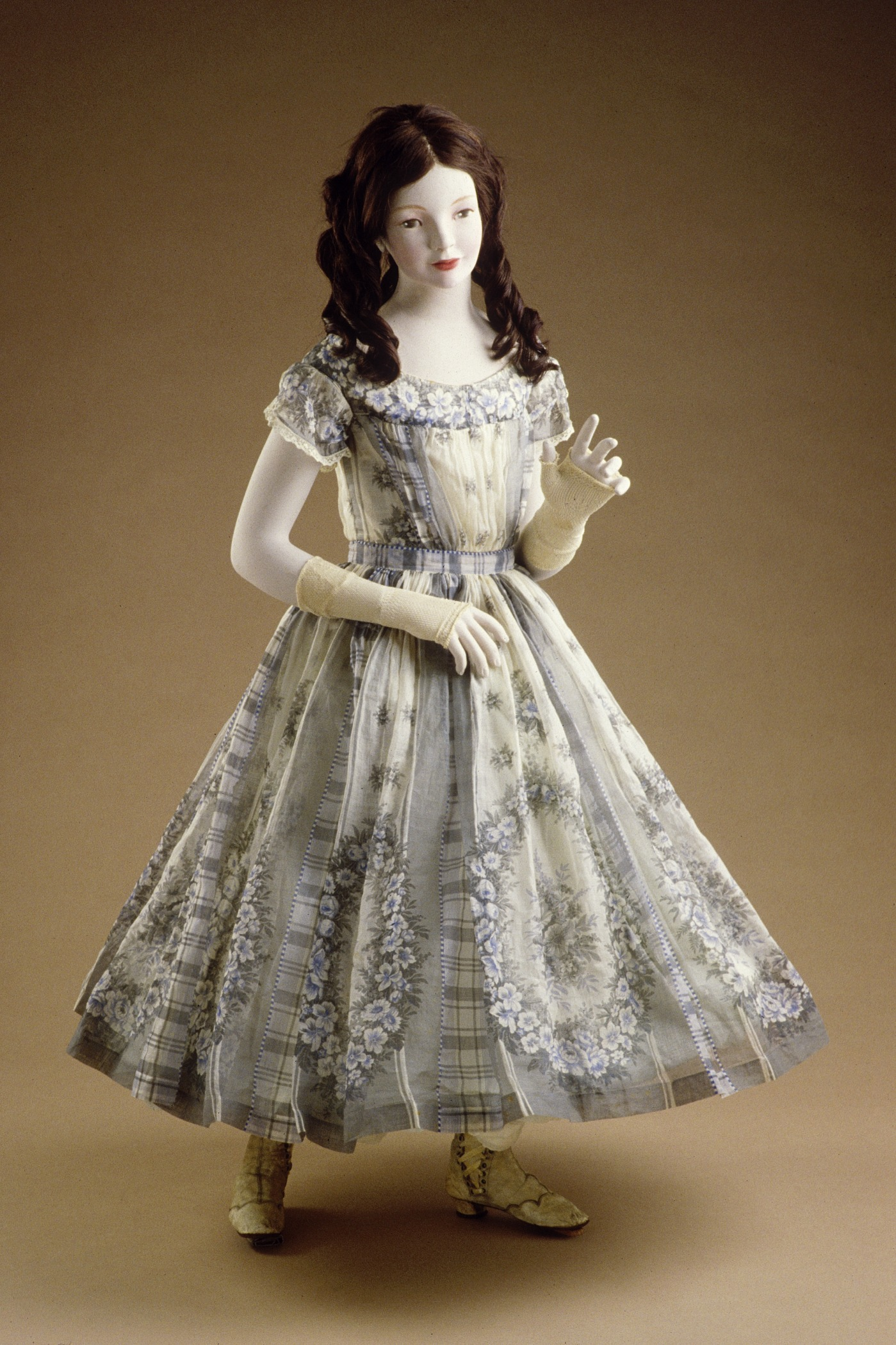
Sukienka dziewczęca uszyta z drukowanej organdyny (około 1860 roku) w zbiorach Los Angeles County Museum of Art

Cienką tkaninę organdynową usztywniano w procesie krochmalenia (apreturowania). W drugiej połowie XVIII wieku używano w tym celu krochmalu z ziaren pszenicy, później zaś, zwłaszcza w pierwszej połowie XIX stulecia, mąki ziemniaczanej. W manufakturach niefarbowane tkaniny moczono w gorącym, a następnie ostudzonym krochmalu, pierwotnie w kadziach, a w XIX wieku maszynowo w krochmalarkach i napawarkach, w których organdynę zanurzano w roztworach krochmalu, gliceryny, mydła i ultramaryny. Poprzez krochmalenie organdyna uzyskiwała nie tylko pewną sztywność, ale i połysk oraz dodatkowe wybielenie, stając się też tkaniną miłą w dotyku i przyjemną w noszeniu.
Inną metodą wykończenia organdyny, stosowaną w XX wieku, było opalizowanie, które powodowało zmianę struktury włókna. Tkaninę poddawano działaniu kwasu siarkowego lub amoniakalnego roztworu miedzi, w temperaturze ujemnej, po uprzednim potraktowaniu jej ługiem sodowym i rozciągnięciu (merceryzacja). Proces ten usztywniał tkaninę, zwiększał jej przezroczystość i połysk oraz nadawał materiałowi większą wytrzymałość.

## Odzież damska

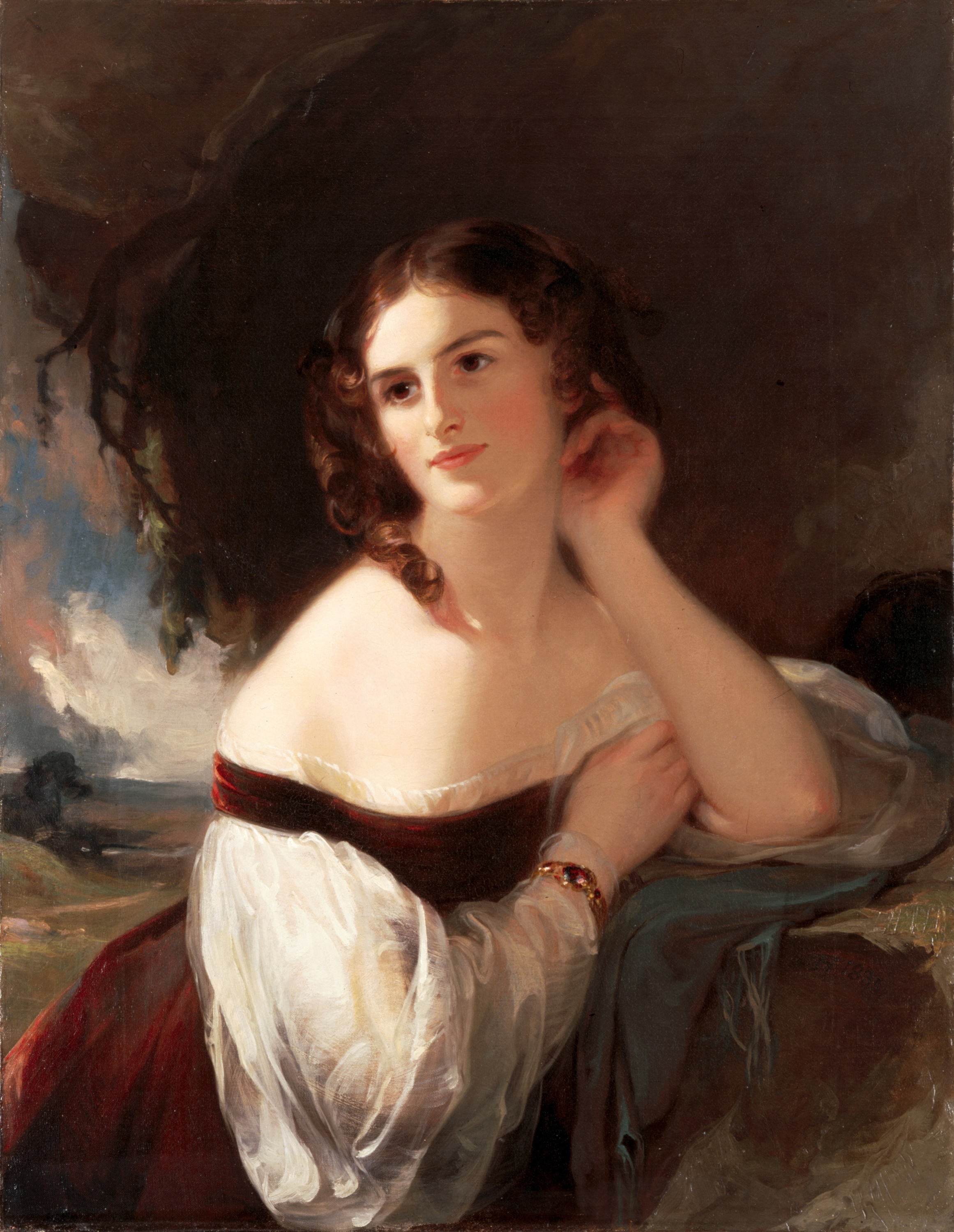
Organdynowa bluzka w wersji strojnej, noszona pod suknią, z pierwszego okresu mody na bluzki w ubiorach kobiecych (rok 1834)

W modzie europejskiej organdyna była używana na bluzki damskie i lekkie suknie.
Jasne bluzki do ciemniejszych spódnic noszono okresowo w latach 30., 60. i 80. XIX wieku, na stałe zaś weszły w skład kobiecej garderoby jako odpowiednie na różne okazje w latach 90. XIX stulecia i w początkach kolejnego. Szyto je nie tylko z organdyny, ale również tkanin jedwabnych (szyfonu i crêpe de Chine), koronki (zwłaszcza imitującej wyroby brugijskie) czy wełnianej flaneli.
Od roku 1914 modne były letnie sukienki z drapowanej organdyny, jednokolorowe lub w paski. Tkanina ta była popularna od lat 10. XX wieku obok innych bawełnianych, takich jak batyst, etamina, krepon i satyna. W latach 30. XX stulecia szyto z niej m.in. krynolinki – suknie balowe o dopasowanym staniku i szerokich, zwiewnych spódnicach naszywanych rzędami falbanek, które wykonywano najczęściej z białej organdyny. W latach 1934–1935 tkanina zyskała wielką popularność. Noszono wykonane z niej stroje, stosując gładki lub krepowany, jasny bądź jednobarwny materiał w drobny rzucik, np. kwiatowy, paseczki lub kratkę. Z organdyny szyto sukienki wiosenne i letnie, ale również modele wieczorowe i toalety balowe.
Organdynę stosowano i do wyrobu drobnych elementów odzieży, także w XIX-wiecznych odświętnych ubiorach chłopskich, gdzie pojawiał się np. „kołnierzyk białogłowski organtynowy obszywany szlaczką siatkową w deseń i gwiazdki”.

## Inne zastosowania

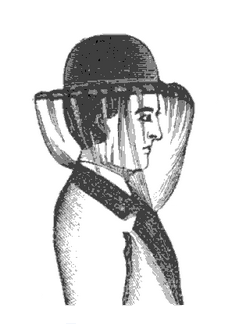
Pszczelarska siatka ochronna wykonana z organdyny (lata 70. XIX wieku)

Tkaninę wykorzystywano także do wzmocnienia nakryć głowy, ubiorów kobiecych czy innych materiałów, np. plecionek. 
Wyrabiano z niej firanki i zasłony, także używane w kościołach, jak np. znana z Suchowoli XIX-wieczna różowa zasłona ołtarzowa z organdyny „z kwiatem w wierzchu różnego koloru jedwabiem wyszytym”.
Z organdyny w XIX wieku wykonywano również osłony pszczelarskie, szyjąc z farbowanego na popielato lub czarno materiału o szerokości 80–100 cm rodzaj komina, który przyszywano do słomianego kapelusza lub ściągając go gumką albo sznurkiem, zakładano na nakrycie głowy, drugi brzeg siatki wkładając pod ubranie.